# سعید اختر رضوی
سید سعید اختر رضوی(زادهٔ ۱۳۰۵ خورشیدی بیهار در شرق هند - درگذشت سی خرداد ۱۳۸۱ دارالسلام تانزانیا)، از بنیانگذاران سازمان بلال مسلم میشن و عضو مجمع جهانی اهل بیت بود.

## زندگی‌نامه
علامه رضوی فرزند سید ابوالحسن رضوی در روز اول رجب ۱۳۴۵ برابر با ۵ ژانویه در ۱۹۲۷ م در روستای عشری در ناحیه سیوان، ایالت بهار هندوستان به دنیا آمد. وی در ده سالگی وارد حوزه علمیه جمعیت علوم جوادیه بنارس شد؛ و در بیست سالگی به امام جماعت شیعیان هالور (هلّور) هند برگزیده شد. رضوی مدتی نیز در مدرسة الواعظین لکنهو به تحصیل پرداخت. او در این سال‌ها چندین کتاب و مقاله در موضوع‌های اسلامی در نشریه‌ها و مجله‌های هند چاپ کرد.
وی در ۱۵ سالگی زبان‌های اردو، انگلیسی و فارسی را آموخت. همچنین علامه رضوی به زبان‌های عربی، هندی، گجراتی و سواحیلی تسلط داشت.
هم اکنون نوه پسری علامه رضوی به نام سید کاظم رضوی می باشد که در حال حاضر ادامه دهنده مسیر علامه می باشد.

## مهاجرت به تانزانیا
رضوی در ۱۹۶۰ به تانزانیا رفت و در لیندی استقرار یافت و زبان سواحیلی را فرا گرفت. او از عالمان هندی است که نقش مهمی در انسجام بخشی به جمعیت‌های خوجه اثناعشری داشته‌است.
در سال ۱۹۶۲ طرح تأسیس سازمان بلال مسلم میشن را با هدف آشنا ساختن سیاه پوستان با دین اسلام و مذهب تشیع به فدراسیون آفریقا ارائه کرد؛ که با اکثریت آراء اعضا به تصویب رسید. او پس از تثبیت وضعیت بلال مسلم در سال‌های ۱۹۸۰–۱۹۹۰ با سفرهایی به اروپا و آمریکای شمالی برخی علما و دانشمندان را برای کمک به سازمان بلال مسلم میشن تانزانیا و کنیا دعوت کرد.
وی از شیعیان خوجه اثناعشری نبوده‌است ولی به دلیل ارتباط وی با آنان، او را از اعضای این جماعت می‌خوانند.

## خدمات
علامه توانست پنجاه هزار نفر را به مذهب جعفری راهنمایی کند و حدود ۲۰۰ کتاب از جمله تفسیر المیزان و الغدیر را به زبان‌های گوناگون منتشر ساخته، ده‌ها مسجد، مدرسه، کتابخانه، حوزه علمیه و درمانگاه و… تأسیس نماید.
- ارائه طرح تأسیس سازمان بلال مسلم میشن در ۱۹۶۲
- رهبری بلال مسلم میشن
- تأسیس مجمع جهانی اسلامی اهل بیت (ع) با همکاری سید مهدی حکیم در ۱۹۸۲ در لندن
- دبیر کل مجمع جهانی اهل بیت در لندن
- تأسیس مجمع اهل بیت تانزانیا در ۱۹۹۳
- تأسیس مؤسسه خیریه بلال در هند در ۱۹۹۵
- عضو مجمع جهانی اهل بیت تهران که در ۱۹۹۱ گشایش یافت.[۸]

## آثار
- ترجمه چندین جلد از المیزان علامه طباطبایی به انگلیسی[۹]
- قرآن و حدیث به انگلیسی
- عدالت خداوند، به انگلیسی
- نیاز به مذهب، به انگلیسی
- امامت به انگلیسی، این کتاب ۹ بار تجدید چاپ شده‌است. بلال مسلم میشن تانزانیا، بلال مسلم میشن کنیا و سازمان تبلیغات اسلامی این کتاب را به زبان‌های اردو، سواحیلی، بوسنیایی، گجراتی و هندی ترجمه و چاپ کرده‌اند، بنیاد امام حسین در بیروت نیز آن را به عربی ترجمه و منتشر کرده‌است.
- شیعیان و شیعه گری به انگلیسی
- شیعیان خوجه اثناعشری در شرق آفریقا
- کربلاشناسی به اردو
- عزاداری او بدعت به اردو
- عزاداری سید الشهدای اسلامی نقطه نظری به اردو
- تعلیقات بر الذریعه به عربی
- مسئلة البداء به عربی
- نظریة المستعجلة فی تحریف القرآن به عربی و…[۱۰]

## درگذشت
علامه رضوی سی خرداد ۱۳۸۱ و در ۷۶ سالگی در دارالسلام پایتخت تانزانیا درگذشت و در قبرستان شیعیان این شهر به خاک سپرده شد. فدراسیون آفریقا صندوقی را به یادبود او دایر کرد.

## رونمایی از تمبر یادبود
در دومین همایش تجلیل از چهره‌های ماندگار حوزوی در عرصه بین‌الملل در سال ۱۳۹۰ در قم از تمبر یادبود علامه الفضلی و علامه اختر رضوی رونمایی شد. کتاب اختر تابان مربوط به احوالات و زندگی علامه سید سعید اختر رضوی منتشر شده‌است.